# Cristóbal Balenciaga (Fernsehserie)
Cristóbal Balenciaga ist eine spanische Miniserie über das Leben, Wirken und Vermächtnis des titelgebenden Modeschöpfers Cristóbal Balenciaga. In Spanien fand die Premiere der Miniserie am 19. Januar 2024 als Original durch Disney+ via Star statt. Im deutschsprachigen Raum erfolgte die Erstveröffentlichung der Miniserie am selben Tag durch Disney+ via Star.

## Handlung
Die Handlung setzt im Jahr 1937 ein, in welchem der Designer Cristóbal Balenciaga seine erste Pariser Haute-Couture-Kollektion vorstellte. Zu jener Zeit konnte Cristóbal Balenciaga bereits auf eine erfolgreiche Karriere zurückblicken: In seinen Ateliers in Madrid und San Sebastian kleidete er ehrwürdige Mitglieder der spanischen Elite und Aristokratie ein. Allerdings fanden seine Entwürfe, die in Spanien richtungsweisend waren, in der mondänen Modewelt, für die Paris bekannt ist, zunächst nicht den gewünschten Anklang. Geleitet von seiner Versessenheit, alle Aspekte seines Lebens zu kontrollieren, schuf Cristóbal Balenciaga seinen berühmten Stil und stieg schließlich zu einem der bedeutendsten Modeschöpfer aller Zeiten auf und reihte sich damit in die Riege von Modeikonen wie Coco Chanel, Christian Dior und Hubert de Givenchy ein. Der Weg, welchen Cristóbal Balenciaga bis dorthin beschreiten musste, ist Teil der Erzählung.

## Besetzung und Synchronisation
Die deutschsprachige Synchronisation entstand nach den Dialogbüchern von Robert Golling sowie unter der Dialogregie von Timmo Niesner durch die Synchronfirma Arena Synchron in Berlin.
| Rolle                                | Schauspieler          | Synchronsprecher   |
| ------------------------------------ | --------------------- | ------------------ |
| Cristóbal Balenciaga                 | Alberto San Juan      | Martin Umbach      |
| Fabiola de Mora y Aragón             | Belén Cuesta          | Elisa Bannat       |
| Nicolás Bizkarrondo                  | Josean Bengoetxea     | Thomas Wenke       |
| Virgilia Mendizabal                  | Cecilia Solaguren     | Carolina Vera      |
| Ramón Esparza                        | Adam Quintero         | Nicolás Artajo     |
| Wladzio D'Attainville                | Thomas Coumans        | Jeremias Koschorz  |
| Prudence Glynn                       | Gemma Whelan          | Isabelle Schmidt   |
| Markgräfin Marquesa de Casa Torres   | Montse Mostaza        | Tanja Fornaro      |
| Juan Martín Balenciaga Eizaguirre    | Iñaki Beraetxe        | Gregor Höppner     |
| María Agustina Balenciaga Eizaguirre | Miren Gojenola        | Isabella Grothe    |
| Tina                                 | Itxaso Quintana       | Eva Thärichen      |
| Asensio                              | Ignacio Ysasi         | Robert Levin       |
| Carmen                               | Olalla Hernández      | Magdalena Helmig   |
| Felisa                               | Nagore Aranburu       | Schaukje Könning   |
| Fernando                             | Jon Ander Alonso      | Dennis Herrmann    |
| Benjamin Grindley                    | Steve Howard          | Robin Merrill      |
| Blanca de Aragón                     | Nati Ortíz de Zárate  | Isabella Grothe    |
| Mr. Windham                          | Aaron Ziobrowski      | Philipp Reinheimer |
| Arzt                                 | Daniel Ortiz          | Boris Tessmann     |
| Botschafter                          | Carlos Zabala         | Robin Brosch       |
| Dolmetscherin                        | Yvette Filanc         | Susanne Szell      |
| Coco Chanel                          | Anouk Grinberg        |                    |
| Carmel Snow                          | Gabrielle Lazure      |                    |
| Christian Dior                       | Patrice Thibaud       |                    |
| Colette                              | Nine D'Urso           |                    |
| Audrey Hepburn                       | Anne-Victoire Olivier |                    |

## Episodenliste
| Nr. | Deutscher Titel               | Originaltitel            | Erstveröffentlichung (Spanien) | Deutschsprachige Erstveröffentlichung (D/A/CH) |
| --- | ----------------------------- | ------------------------ | ------------------------------ | ---------------------------------------------- |
| 1   | Eine Frage des Stils          | Cuestión de estilo       | 19. Jan. 2024                  | 19. Jan. 2024                                  |
| 2   | Die Besatzung                 | La ocupación             | 19. Jan. 2024                  | 19. Jan. 2024                                  |
| 3   | Ein Konkurrent für Balenciaga | Un rival para Balenciaga | 19. Jan. 2024                  | 19. Jan. 2024                                  |
| 4   | Replikate                     | Réplicas                 | 19. Jan. 2024                  | 19. Jan. 2024                                  |
| 5   | Eine Königin einkleiden       | Vestir a una reina       | 19. Jan. 2024                  | 19. Jan. 2024                                  |
| 6   | Ich bin Balenciaga            | Balenciaga soy yo        | 19. Jan. 2024                  | 19. Jan. 2024                                  |